# 시설원예연구소
시설원예연구소(施設園藝硏究所, Protected Horticulture Research Institute)은 대한민국 농촌진흥청의 소속기관이다. 2015년 1월 6일 발족하였으며, 경상남도 함안군 함안면 진함로 1425에 위치하고 있다. 소장은 서기관·기술서기관 또는 농업연구관으로 보한다.

## 연혁
- 1961년 5월 1일: 원예시험장 소속으로 동래지장 설치.[2]
- 1972년 2월 15일: 동래지장 폐지.[3]
- 1978년 4월 24일: 부산지장 설치.[4]
- 1994년 12월 23일: 부산지장을 폐지하고 영남농업시험장 소속으로 부산원예시험장을 설치.[5]
- 2004년 1월 9일: 부산원예시험장을 폐지하고 원예연구소 소속으로 시설원예시험장을 설치.[6]
- 2008년 10월 8일: 국립원예특작과학원 소속으로 변경.[7]
- 2014년 7월 14일: 부산시 강서구에서 경남도 함안군으로 이전.[8]
- 2015년 1월 6일: 시설원예연구소로 개편.[9]